# Rage of the Dragons
Rage of the Dragons (レイジ・オブ・ザ・ドラゴンズ) o abreviado ROTD es un juego de peleas entre parejas (o tag) basado en la saga de Double Dragon lanzado en el año 2002 para la placa Neo-Geo de la compañía japonesa Playmore (actualmente conocida como SNK). El juego fue desarrollado por la empresa japonesa Noise Factory, codesarrollado por BrezzaSoft y principalmente diseñado por el equipo mexicano Evoga.

## Modo de Juego
Rage of the Dragons cuenta con un sistema de tag team (por parejas, muy parecido al sistema de Marvel Vs. Capcom), en la que el jugador toma el control de dos personajes y puede cambiar entre uno u otro durante el juego. El personaje que no está siendo controlado recupera parte de su energía mientras que el otro está luchando. El personaje inactivo no puede ser usado otra vez hasta que una barra situada abajo de la barra de vida de este se llene y aparezca un letrero que diga "CHANGE OK". Esto se hizo para evitar que otros jugadores cambien de personaje en cada momento, cosa que molesto mucho a jugadores de Marvel vs Capcom.  El jugador puede realizar una serie de movimientos especiales en las que ambos personajes atacan a su oponente al mismo tiempo.
Un indicador de barra de poder situado en la parte inferior de la pantalla, nos muestra que rápidamente se llena mientras más ataques especiales hagamos contra el oponente. Cuando el medidor esté lleno, se pueden realizar movimientos especiales (Ej: contrarrestar los ataques, súper movimientos, etc.), que son características presentes en otros juegos del mismo sistema como en la franquicia The King Of Fighters.
Si el jugador oprime los dos últimos botones (C+D) de counter (puño fuerte+patada fuerte) y este surte efecto en el rival, logrará hacér el efecto "FIRST IMPACT" el cual coinsiste en una secuencia de botones (A-B-C-D) que el jugador deberá seguir a finalidad de ejecutar un combo de golpes contra el rival. La secuencia de botones mostrada al momento de hacer dicho efecto cambia de acuerdo a la posición del personaje que ejecuta el combo, arriba o abajo y el cual puede ser finalizado con un ataque o un super movimiento normal o doble. cabe destacar que si el combo se realiza en el suelo la barra de poder aumenta lentamente pero si el combo se realiza en el aire la barra de poder aumenta rápidamente

## Lista de Personajes
en total son 16 personajes pero solo 14 están disponibles en el juego, en el caso de Abubo se puede sacár mediante un truco de palanca: 4 veces arriba 3 veces abajo 2 veces izquierda y 1 vez derecha. Johann no tiene truco de ningún tipo para ser sacado y elegible. El jugador puede elegir entre cada una de las parejas (siete por defecto) o crear una pareja personalizada con cerca de 80 combinaciones posibles. Las parejas mostradas por defecto al finalizar el juego tendrán su propio final, la pareja personalizada por el jugador tendrá un final por defecto, pero si se incluye a Abubo en dicha pareja personalizada este último tendrá su propio final, mientras que la pareja conformada por Jimmy y Billy tendrá su propio final. Aquí se muestran los primeros 14 personajes:
| Personaje                  | Biografía | Nacionalidad   | Dragón                 |
| -------------------------- | --- | -------------- | ---------------------- |
| Billy William Lewis        | El hermano menor de Jimmy, es un afamado corredor de autos que está en busca de su hermano, quien lo abandonó al considerarlo partícipe de la muerte de su novia a manos de una pandilla, para enmendar las cosas. Es maestro de Ryu Zui Ken, un estilo de Kung-fu y es portador del Dragón Azul. Su compañera es Lynn | Estados Unidos | Dragón Azul            |
| Jimmy James Lewis          | El hermano mayor de Billy. Tras la misteriosa muerte de su novia, abandonó a su hermano (creyendo que él estaba involucrado) y se hizo luchador callejero, pero regresando a Ciudad Sunshine, hogar de ambos, por sentir energía dragón, ya que es portador del Dragon Rojo. Su compañera es Sonia | Estados Unidos | Dragón Rojo            |
| Lynn Lynn Baker            | Una chica de ascendencia china-estadounidense. Criada en China por su padre chino y su madre estadounidense, se mudó a Sunshine City con su familia desde bebé cuando la situación en Asia empeoró. Cuida de un dojo (que era de su abuelo, y en donde entrenaron los hermanos Lewis, quienes la entrenaron a ella). Portadora del Dragón Blanco. Su compañero (e interés amoroso) es Billy                                                   | China          | Dragón Blanco          |
| Sonia Sonia Romanenko      | Una ex-asesina rusa y sicaria contratada por Johann, quien sigue a Jimmy luego de ser derrotada en combate por el y quedar enamorada. Su compañero es Jimmy | Rusia          | Sin poder del Dragón   |
| Annie Annie Murakami       | Una Chica con poderes psíquicos quien tiene un gato de mascota de nombre Qui-zi, es parte de una dinastía de hechiceros psíquicos. Su compañero es Radel | Japón          | Sin poder del Dragón   |
| Radel                      | Un noble viajero quien es el último miembro de un clan cazador de dragones, su abuelo lo insta a que para seguir su entrenamiento vaya con los Murakami. Se desconoce su nacionalidad, pero se cree que es de origen Escandinavo. Su compañera y guía es Annie | Noruega        | Sin poder del Dragón   |
| Pepe José Rodríguez        | Un estudiante de intercambio mexicano que, en su infancia mientras recorría las ruinas de Teotihuacán, encontró un pergamino con enseñanzas de un antiguo estilo de pelea, que lo hizo portador del Dragón Verde, representado por Quetzalcóatl. | México         | Dragón Verde           |
| Pupa Pupa Salgueiro        | Pupa es una joven brasileña amiga de Pepe que busca a su hermano mayor desaparecido. Está entrenada en Capoeira y suele utilizar una llave inglesa cuando lucha. Su compañero es Pepe | Brasil         | Sin poder del Dragón   |
| Kang Jae-Mo                | Un Luchador profesional Surcoreano de gran peso. Sueña con crear una película de acción junto con Jones, su compañero y mejor amigo | Corea del Sur  | Sin poder del Dragón   |
| Mr. Jones Jones Damon      | Un actor de películas clasificación B amante de la Música Disco. Creó su propio estilo de pelea llamado "Kung Fu-nky", inspirado en el Jeet kune do. Su compañero es Kang | Estados Unidos | Sin poder del Dragón   |
| Oni Oni Inomura            | Un adolescente de procedencia desconocida, probablemente japonés. Desde que tiene uso de razón ha estado cuidando de Cassandra incluso después de que sus poderes incendiaran el orfanato en que vivían. Para sustentarse se volvió luchador callejero, lo que aumentó su sed de acción incluso intentando atacar a Cassandra, siendo salvada por Elías. A pesar de esto, ella lo sigue incuestionablemente, siendo su compañera en el torneo | Japón          | Sin poder del Dragón   |
| Cassandra Cassandra Murata | Una chica de procedencia desconocida pero se cree que es japonesa. Padece Autismo, lo que hace que se aferre incondicionalmente a Oni, siguiéndolo a cualquier lugar incluso después de incendiar el orfanato y volverse peleador. Para ayudarlo, ambos quedan temporariamente bajo custodia de Elías hasta que es abordada por Oni, siendo expulsado por el sacerdote. Incluso pese a eso, sigue siendo compañera de Oni                     | Japón          | Sin poder del Dragón   |
| Elias Elias Patrick        | Un sacerdote y exorcista cristiano quien viaja por el mundo ayudando a la gente, después de la muerte de su familia y de estar preso por un crimen que no cometió. Intentó ayudar a Oni y Cassandra, pero actualmente su meta es exorcizar a su compañera, Alice. | Irlanda        | Sin poder del Dragón   |
| Alice Alice Carroll        | Una gimnasta adolescente mimada que presenció la masacre hacia su familia, lo que le provocó a posteriores arranques de furia y comportamientos erráticos. Al escaparse de un hospital psiquiátrico, es contenida por Elías, quien determinó que estaba poseída por un demonio. Ambos se vuelven compañeros en el torneo para lograr quitarle la posesión a ella                                                                              | Reino Unido    | Sin poderes del Dragón |
| Abubo (Jefe) Abubo Rao     | Un luchador callejero que tiene fama por ser muy fuerte y grande. Fue derrotado en el pasado por los hermanos Lewis, a quienes odia. Reconstruyendo su pandilla, sueña con convertirse en el próximo gobernador de Sunshine City. Es acompañado por dos hermosas chicas: Roxy y Linda. | India          | Sin poderes del Dragón |
| Johann (Jefe)              | Un hombre misterioso portador del Dragón Negro, es el líder de una secta que adora al dragón negro y es responsable de cometer varios asesinatos, en especial el del abuelo de Lynn, su antiguo maestro. Busca doblegar a los otros dragones y gobernar bajo el sello de su clan | Italia         | Dragón Negro           |

## Producción
Evoga había considerado desde un principio a ROTD como una secuela del juego original Double Dragon lanzado por Technos en 1995. Sin embargo, Evoga no pudo adquirir los derechos de autor de los personajes (los cuales fueron comprados por una empresa creada por exfuncionarios de Technos Japan, antes de su cierre), por lo que el juego se transformó en un homenaje a la serie lanzada para Neo-Geo en vez de continuar con la trama del juego.
Los personajes principales de ROTD comparten similitudes con los personajes originales de Double Dragon, mientras que el subjefe Abubo Rao comparte similitud con Abobo de la serie original. Asimismo, dos personajes secundarios en la historia original, comparten parecidos con Linda (la asistente de Abubo) y Mariah (la novia fallecida de Jimmy) son una influencia notable en este juego.
Jimmy, Lynn, Elías y Mr.Jones serían incluidos más tarde como personajes invitados desbloqueables en el juego Power Instinct Matrimelee, también producido por Noise Factory y desarrollado en los últimos años de vida de la placa Neo-Geo. Sin embargo en la versión de PlayStation 2 (titulado "Shin Gouketsuji Ichizoku: Bonnou no Kaihou") fueron eliminados, por lo que este juego no vio la luz en ninguna consola casera, o en cualquier caso alguno de sus personajes.